# Колоніальна історія США
Колоніальна історія США — історія території, що нині належить США, з початку Європейських поселень до одержання незалежності від Європи, і особливо історія 13 колоній Великої Британії, що проголосили незалежність у 1776 році. Починаючи з кінця XVI століття Англія, Франція, Іспанія, Швеція і Голландія почали колонізувати східну частину Північної Америки.
Історики вирізняють 4 регіони колонізації, з півночі на південь: Нова Англія, Середні Колонії, Колонії Чезапікської Бухти (Верхній Південь) і Нижній Південь. До інших колоніальних регіонів належали Нова Франція, Нова Іспанія і Російська Аляска.

## Іспанські колонії
Значна частина сучасних США раніше була під контролем Іспанії, у тому числі: території на захід від річки Міссісіпі, Луїзіана, Флорида, а також частина сучасних штатів Міссісіпі і Джорджія.

### Флорида
У Флориді Іспанія з XVI століття мала кілька невеликих форпостів, найважливіший з яких, Сейнт-Огастін (Флорида), заснований у 1565 році, був кілька разів атакований і спалений, але відбудовувався знову і залишився першим з нині існуючих постійним поселенням європейців на території США. Зокрема, під час війни за іспанську спадщину англійці з Південної Кароліни в 1702 і 1704 роках здійснили два широкомасштабних вторгнення до Флориди, зруйнувавши всю систему іспанських фортів і місій. За ними прийшли індіанці плем'я ямасі, які викрали в рабство практично все місцеве населення. В середині того ж XVIII століття Флорида пережила вторгнення семінолів, які винищили залишки місцевих індіанських племен. Коли в 1763 році півострів був переданий під контроль Великої Британії, тут проживало лише близько 3000 іспанців, які незабаром покинули країну. Навіть після повернення Флориди Іспанії в 1783 році, іспанці більше не хотіли селитися в цих краях, і в 1819 році Флорида перейшла у володіння США.

### Нью-Мексико

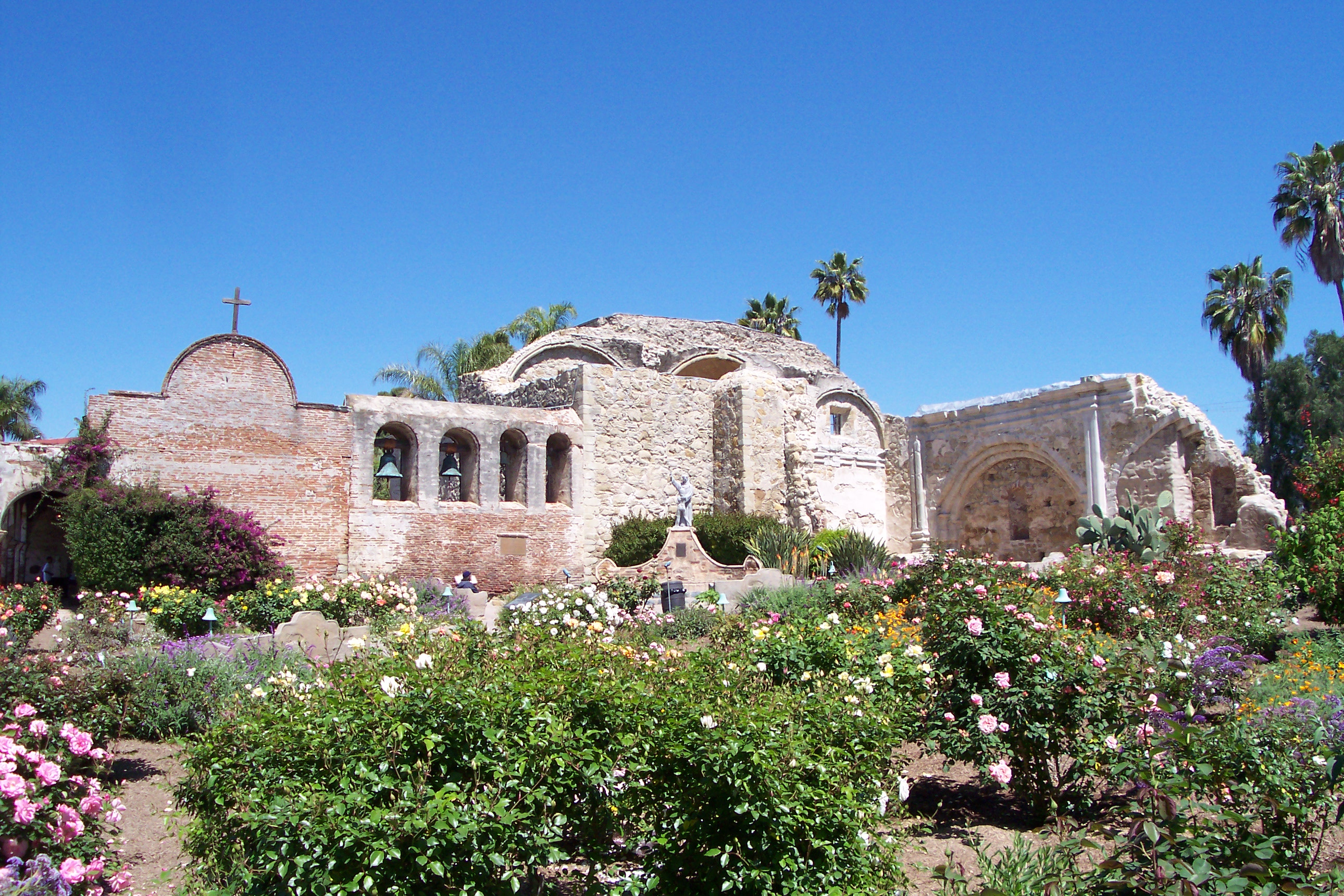
Руїни іспанської місії Сан-Хуан Капістрано в Каліфорнії

Протягом XVI століття іспанці активно досліджували південний захід сучасних США. Одним із найбільш значимих мандрівників того часу був Франсиско Васкес де Коронадо, чия експедиція пройшла по територіях сучасних штатів Нью-Мексико, Аризона, Колорадо, Оклахома і Канзас. Однак ця експедиція була дослідницькою і ніяких спроб заснування постійних поселень не мала. Першим іспанським поселенням у Нью-Мексико став Сан-Хуан, заснований Хуаном де Оньяте в 1598 році. Дещо пізніше, близько 1609 року було засновано місто Санта-Фе (Нью-Мексико). Друга хвиля іспанської колонізації почалася в 1692 році після повстання індіанських племен Пуебло, які на деякий час вигнали іспанців із своєї землі. Новий губернатор Дієго де Варгас відновив тут владу Іспанії, яка, незважаючи на домагання з боку Франції, Техасу і США, протрималася понад два століття, до проголошення незалежності Мексики і приходу американських військ в 1846 році. Багато місцевих жителів досі володіють своїми землями по праву, закріпленому за ними ще іспанським урядом.

### Каліфорнія
Іспанські судна плавали вздовж берегів Каліфорнії, починаючи з XVI століття, але постійних іспанських поселень на той час не було. Лише в другій половині XVIII століття в прибережних регіонах почалося будівництво перших іспанських місій, містечок і ранчо. Першою з них була місія Сан-Дієго де Алькала, заснована францисканським місіонером Хуніперо Серра в 1769 році. Система католицьких місій, які розташовувалися на відстані в один день шляху одна від одної, перемежовувалися фортами (presidios) з іспанськими гарнізонами або містечками (pueblos) під іспанським управлінням, розташованими вздовж узбережжя Тихого океану. Крім водного шляху їх з'єднувала дорога по суші, El Camino Real (королівська дорога), згодом перетворена в перше каліфорнійське шосе. До 1820 року цей ланцюг прибережних поселень на півночі сягав затоки Сан-Франциско, але вглиб континенту іспанська влада простягалася не більше, ніж на 50 кілометрів, а далі починалися володіння індіанських племен загальною чисельністю, за деякими оцінками, до 200—250 тисяч осіб. Після проголошення незалежності мексиканський уряд вислав всіх місіонерів і закрив місії, а землі передав під ранчо для розведення овець і великої рогатої худоби. До 1840-х років іспанське населення Каліфорнії (Californios) досягало близько 10 000 осіб.

## Нові Нідерланди

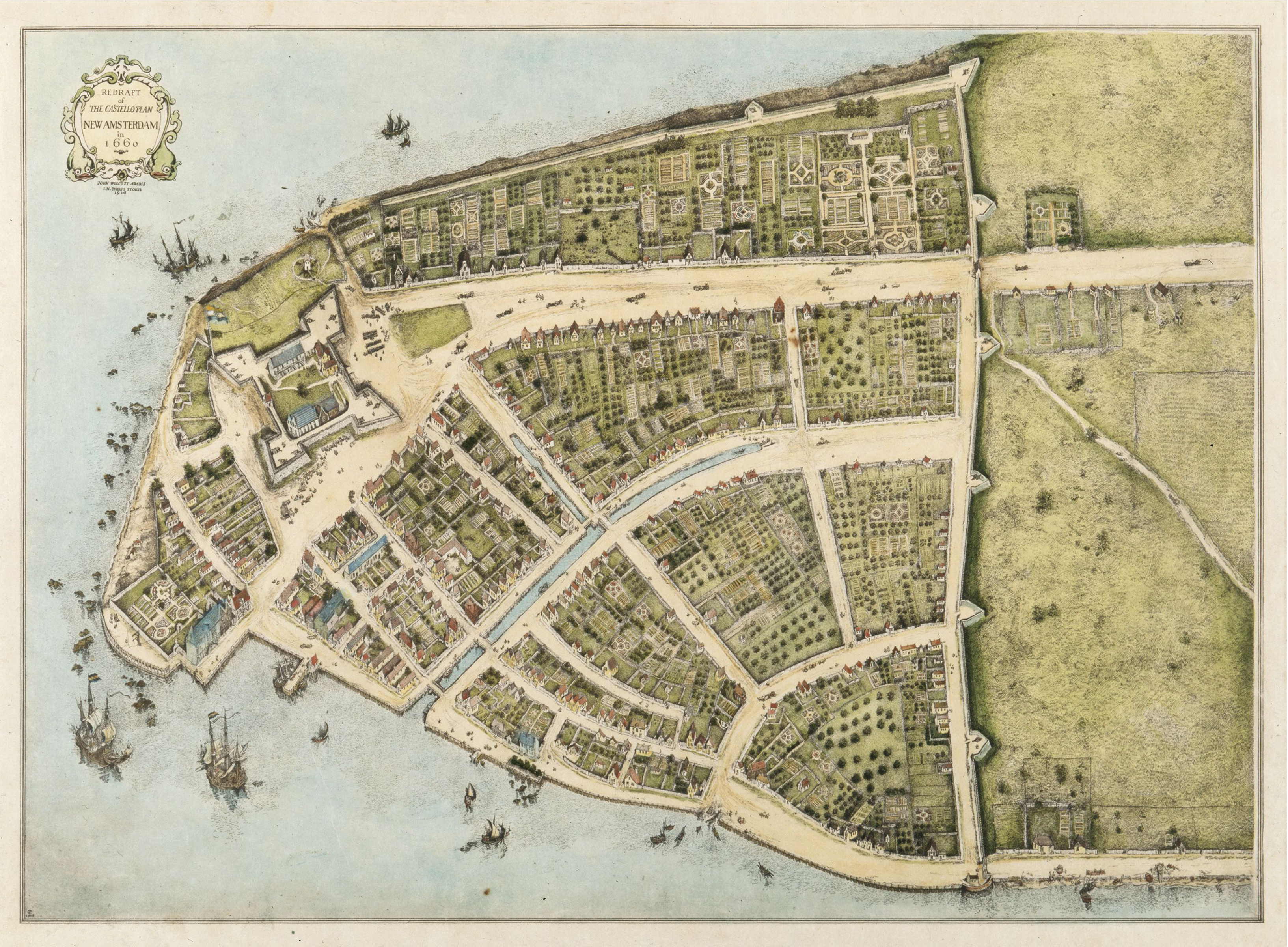
Мапа нового Амстердама в 1660-х роках

Нові Нідерланди (нід. Nieuw-Nederland) - голландська колонія, заснована в 1614 році на території сучасного штату Нью-Йорк і деяких прилеглих до нього територій. Максимальна чисельність її європейського населення досягала 10 000 осіб. Голландці встановили тут патронатну систему великого землеволодіння. Патрон (patroon) — власник або глава деякої приватної компанії — мав на своїй землі права феодального сеньйора. Крім того, голландці запровадили в Америці релігійну толерантність і свободу торгівлі. Головне місто колонії, Новий Амстердам, було засноване в 1625 році в південній частині острова Манхеттен. У 1664 році воно було вперше захоплене англійцями, а в 1674 році остаточно приєднане до англійських колоній і перейменоване в місто Нью-Йорк. Проте, голландські землевласники залишилися під британським управлінням і до 1820-х років поселення в долині річки Гудзон зберігали вигляд типовий для Нідерландів.

## Англійські колонії
У 1585 і 1587 роках сер Волтер Релі за наказом Королеви Англії Єлизавети I зробив дві спроби заснувати постійне поселення в Північній Америці. Розвідувальна експедиція досягла американського берега в 1584 році, і назвала відкрите узбережжі Вірджинія (англ. Virginia— «Незаймана») на вшанування «королеви-незайманки» Єлизавети I, що не була одруженою. Обидві спроби закінчилися невдачею— перша колонія, заснована на острові Роанук неподалік від узбережжя Вірджинії, виявилася на межі загибелі через атаки індіанців і брак припасів і була евакуйована сером Френсісом Дрейком у квітні 1587 року. Того ж року на острів висадилася друга експедиція колоністів, чисельністю 117 людей. Планувалося, навесні 1588 року до колонії прибудуть кораблі зі спорядженням і продовольством. Проте з різних причин експедиція постачання затрималася на півтора року. Коли вона прибула, всі будівлі колоністів були цілі, але ніяких слідів людей, окрім останків однієї людини не було знайдено. Доля колоністів не встановлена до сьогодні.

### Заселення Вірджинії. Джеймстаун

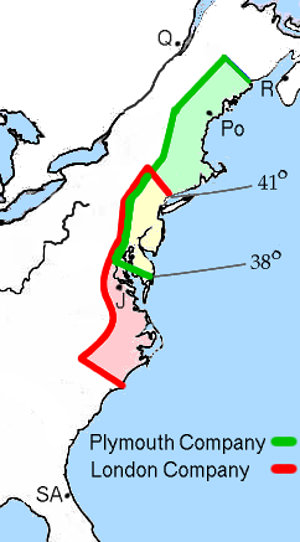

У 1605 році відразу дві акціонерні компанії отримали від короля Якова I ліцензії на створення колоній у Вірджінії (на той час «Вірджинією» називали всю територію Північноамериканського континента). Перша з компаній «Лондонська вірджинська компанія» (англ. Virginia Company of London) отримала права на південну частину континенту, друга «Плімутська компанія» (англ. Plymouth Company) на північну. Попри те, що офіційно обидві компанії проголошували основною метою поширення християнства, отримана ліцензія дарувала їм право «шукати і добувати всіма засобами золото, срібло і мідь».
20 грудня 1606 року, колоністи вирушили у плавання на борту трьох суден і після важкого, майже п'ятимісячного плавання в травні 1607 року досягли Чезапікської Бухти (англ. Chesapeake Bay). Протягом наступного місяця вони побудували дерев'яний форт, названий на честь короля Форт Джеймс. Пізніше форт було перейменовано на Джеймстаун — перше постійне британське поселення в Америці.
Офіційна історіографія США вважає Джеймстаун колискою країни, історія поселення та її лідера, капітана Джона Сміта, висвітлена в багатьох серйозних дослідженнях та мистецьких творах. Останні, зазвичай, ідеалізують історію міста та його першопрохідників, (наприклад, мультфільм Покахонтас). Насправді роки колонії були надзвичайно важкими, у голодну зиму 1609–1610 роках з 500 колоністів живими залишилися трохи більше 60, й за деякими свідченнями, ті, що вижили змушені були вдаватися до канібалізму, щоб пережити голод.

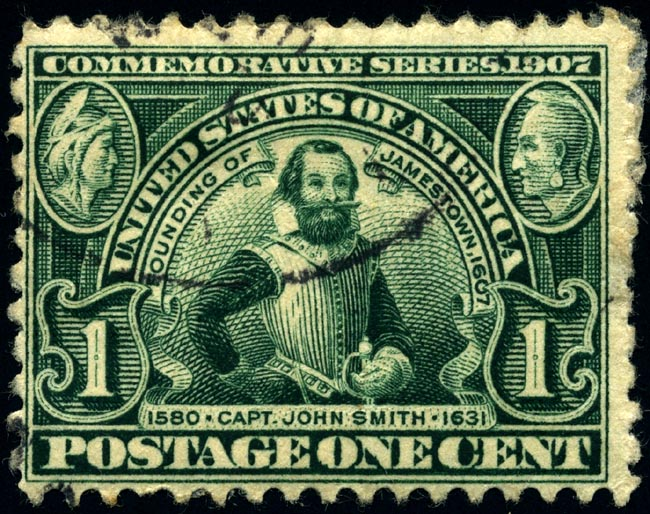
Американська марка випущена до трьохсотліття заснування Джеймстауна

У наступні роки, коли питання фізичного виживання не стояло так гостро, двома найважливішими проблемами були напружені відносини з туземцями та економічна доцільність існування колонії. На жаль, акціонерів «Лондонської Вірджинської Компанії», ні золота, ні срібла колоністами знайдено не було, тому основним товаром експорту була корабельна деревина. Попри те, що цей товар користувався певним попитом у метрополії, прибуток цієї, та інших видів господарської діяльності, був мінімальним.
Ситуація змінилась у 1612 році, коли фермеру і землевласнику Джону Рольфу (англ. John Rolfe) вдалося схрестити місцевий сорт тютюну, вирощуваного індіанцями, із сортами, завезеними з Бермудських островів. Утворені гібриди були добре пристосовані до Вірджинського клімату й відповідали смакам англійських споживачів. Колонія придбала джерело надійного прибутку і на довгі роки тютюн став основою економіки та експорту Вірджинії. Через п'ять років експорт тютюну становив 20 000 фунтів, ще за рік він був подвоєний, а до 1629 року досяг 500 000 фунтів. Джон Рольф надав ще одну послугу колонії: у 1614 році йому вдалося домовитися про мир із місцевим індіанським вождем. Мирний договір був скріплений шлюбом між Рольфом і середньою дочкою вождя, Покахонтас.
У 1619 році сталися дві події, що мали значний вплив на всю подальшу історію США. Губернатор Джон Ярдлі (англ. George Yeardley) ухвалив рішення передати частину влади Раді Бюргерів (англ. House of Burgesses), започаткувавши тим самим перші в Новому Світі виборні законодавчі збори. Перше засідання Ради відбулося 30 липня 1619 року. У тому ж році колоністи придбали невеличку групу африканців ангольського походження. Хоча вони формально не були рабами, а мали тривалі контракти без права розірвання, з цієї події прийнято відраховувати історію рабовласництва в Америці.
У 1622 році майже чверть населення колонії була знищена повсталими індіанцями. У 1624 році ліцензія Лондонської Компанії, справи якої занепали, була відкликана, і відтоді Вірджинія стала королівською колонією. Губернатор призначався королем, проте рада колонії зберегла значні повноваження.

### Хронологія заснування англійських колоній
1. 1607— Вірджинія (Джеймстаун)
2. 1620— Массачусетс (Плімут і Поселення бухти Массачусетс)
3. 1626— Нью-Йорк
4. 1633— Меріленд
5. 1636— Род-Айленд
6. 1636— Коннектикут
7. 1638— Делавер
8. 1638— Нью-Гемпшир
9. 1653— Північна Кароліна
10. 1663— Південна Кароліна
11. 1664— Нью-Джерсі
12. 1682— Пенсільванія
13. 1732— Джорджія